# Sébastien Lamon
Pour les articles homonymes, voir Lamon (homonymie).
Sébastien Lamon est un escrimeur suisse né à Sion le 13 mars 1987. C'est le frère de l'escrimeuse Sophie Lamon. 

## Carrière
Il appartient à la société d'escrime de Sion.
Il met fin à sa carrière professionnelle à la fin de la saison 2011-2012.

## Palmarès

### Sénior
- Championnats du monde militaires
  -  Médaille d'argent par équipes aux championnats du monde militaires 2011 à Buenos Aires

- Championnats de Suisse
  -  Médaille d'argent par équipes aux championnats de Suisse 2006[5]

### Junior
- Championnats d'Europe Junior
  -  Médaille d'or par équipes aux championnats d'Europe juniors 2006 à Poznań
  -  Médaille de bronze par équipes aux championnats d'Europe juniors 2005 à Tapolca